# Discografia di Riccardo Cocciante
Questa voce elenca l'intera discografia italiana ed estera di Riccardo Cocciante dal 1967 ad oggi. I dischi di Cocciante sono stati pubblicati in diversi paesi del mondo, tra cui Austria, Germania, Spagna, Argentina, Francia, Grecia, Venezuela, Inghilterra e Stati Uniti, e consistono, per il mercato italiano, in 18 album in studio, 5 album live, 3 colonne sonore, 20 raccolte e 23 singoli.
Molto estesa è la discografia fuori dall'Italia, con la maggior parte degli album e singoli tradotti in lingua francese, spagnola ed inglese.

## Album in studio
- 1972 – Mu (RCA Italiana DPSL 10549)
- 1973 – Poesia (RCA Italiana DPSL 10578)
- 1974 – Anima (RCA Italiana TPL 1-1060)
- 1975 – L'alba (RCA Italiana TPL 1-1167)
- 1976 – Concerto per Margherita (RCA Italiana TPL 1-1220)
- 1978 – Riccardo Cocciante (RCA Italiana PL 31332)
- 1979 – ...E io canto (RCA Italiana PL 31421)
- 1980 – Cervo a primavera (RCA Italiana PL 31546)
- 1982 – Cocciante (RCA Italiana, PL 31623)
- 1983 – Sincerità (Virgin Dischi, V 2294)
- 1985 – Il mare dei papaveri (Virgin Dischi, V 2336)
- 1987 – La grande avventura (Virgin Dischi, VRC 88)
- 1991 – Cocciante (Virgin Dischi, VRC 91)
- 1993 – Eventi e mutamenti
- 1994 – Un uomo felice
- 1997 – Innamorato
- 1998 – Christmas In Vienna V (con Plácido Domingo, Sarah Brightman, Helmut Lotti)
- 2005 – Songs

## Album tratti da opere musicali
- 1998 – Notre-Dame de Paris
- 2002 – Le Petit Prince
- 2007 – Giulietta & Romeo

## Album dal vivo
- 1981 – Q Concert (con Rino Gaetano e New Perigeo) (RCA Italiana PG 33417)
- 1986 – Quando si vuole bene (Virgin Dischi, VD 2515)
- 1988 – Viva! (Virgin Dischi, VFLP 1001)
- 1998 – Notre-Dame de Paris - Live Arena di Verona
- 1998 – Istantanea: Tour 98
- 2001 – Notre-Dame de Paris - Live Mogador 2001 (solo per il mercato francese)

## Raccolte
- 1976 – Amare con rabbia (RCA Lineatre, NL 33004)
- 1978 – I momenti dell'amore (RCA Lineatre, NL 33063)
- 1985 – Ancora insieme (RCA Lineatre, CL 70191)
- 1986 – Amore Amicizia (RCA Lineatre, PD 71087)
- 1987 – Canzoni ritrovate (RCA Lineatre, CL 71090)
- 1994 – La compilation
- 2006 – Tutti i miei sogni
- 2012 – Tutti i successi
- 2013 – Sulle labbra e nel pensiero

## Singoli
- 1967 – Il sole è grigio/Se un giorno (pubblicato come Ricky Conte)
- 1968 – So di una donna/Due come noi (RCA Talent, TL16; pubblicato come Riccardo Conte)
- 1971 – Down Memory Lane/Rhythm (Delta, ZD 50158; pubblicato come Richard Cocciante)
- 1972 – A Dio/Uomo (RCA Italiana PM 3679; pubblicato come Richard Cocciante)
- 1973 – Decisamente tu/Lila (RCA Italiana PM 3707)
- 1974 – Bella senz'anima/Qui (RCA Italiana TPBO 1049)
- 1974 – Quando finisce un amore/Lucia (RCA Italiana TPBO 1051)
- 1975 – L'alba/Vendo (RCA Italiana TPBO 1144)
- 1976 – Margherita/Primavera (RCA Italiana TPBO 1243)
- 1978 – A mano a mano/Storie (RCA Italiana PB 6137)
- 1979 – Io canto/Il treno (RCA Italiana PB 6278)
- 1980 – Cervo a primavera/Il sufflé con le banane (RCA Italiana PB 6488)
- 1980 – Tu sei il mio amico carissimo/Footing (RCA Italiana PB 6509)
- 1982 – Celeste nostalgia/Un nuovo amico (RCA Italiana PB 6586)
- 1983 – Sulla terra io e lei/Di notte (Virgin Dischi VIN 45090)
- 1985 – Questione di feeling/Questione di feeling (strumentale) (Virgin Dischi VIN 45166)
- 1986 – L'onda/Sabato rilassatamente (Virgin Dischi VIN 45196)
- 1987 – Un desiderio di vita indicibile/Il mio nome è Riccardo (Virgin Dischi)
- 1991 – Se stiamo insieme/Se stiamo insieme (strumentale) (Virgin Dischi VIN 45324)
- 1991 – E mi arriva il mare/E mi arriva il mare (album version)/Per tornare amici (Virgin Dischi VINX 263)
- 1993 – Ammassati e distanti (Virgin 	PCDG 19)
- 1997 – Ti Scorderò, Ti Scorderò (Columbia 37-004528-17)
- 1997 – Grande è la città (Columbia SAMPCS 4681)

## Discografia fuori dall'Italia
Argentina
- 1986 – Cuestión de feeling
- 1994 – Inventos y experimentos

Austria
- 1998 – A Gala Christmas In Vienna (DVD e CD)

Brasile
- 1974 – Bella senz'anima (stampa brasiliana di Anima che mantiene le tracce in italiano, con differente copertina)
- 1976 – Richard Cocciante

Canada
- 1976 – Quand un amour
- 1976 – Richard Cocciante (album di brani cantati in inglese)
- 1978 – Richard Cocciante (versione in francese dell'omonimo album del 1978)
- 1979 – Richard Cocciante - Les Mains Dans Les Poches
- 1981 – Un Coup D'Amour... - Un Coup De Je T'Aime
- 1983 – Sinceritè
- 1986 – L'homme qui vole
- 1998 – Notre-Dame de Paris (Version Intégrale)

Cile
- 1979 – Historias (versione in spagnolo dell'omonimo album del 1978)
- 1979 – Yo canto

Europa
- 1976 – Concerto per Margherita
- 1982 – Richard Cocciante
- 1983 – Sincerità
- 1991 – Cocciante
- 1994 – Vieille (CD)

Francia
- 1972 – Atlanti (versione francese di Mu)
- 1978 – Richard Cocciante (versione in francese dell'omonimo album del 1978)
- 1979 – Concerto pour Marguerite (33 giri)
- 1980 – Au clair de tes silences
- 1982 - Vieille (33 giri)
- 1983 – Sinceritè
- 1986 – L'homme qui vole
- 1987 - Il mio rifugio (45 giri) colonna sonora del film " Tandem " di Patrice Leconte
- 1987 – La grande avventura
- 1993 – Empreinte
- 1994 – Concerto Pour Marguerite ( CD )
- 1995 – L'instant Présent
- 1998 – Notre-Dame de Paris (Version Intégral)
- 2001 – Notre-Dame de Paris - Live Mogador 2001 (live)
- 2002 – Le Petit Prince - (Extraits Du Spectacle Musical)
- 2005 – Songs

Germania
- 1979 – Marguerite
- 1991 – Cocciante

Grecia
- 1980 – Cervo a primavera

Inghilterra
- 1983 – Sincerity

Olanda
- 1976 – Quand un amour
- 1982 – Au Clair De Tes Silences
- 1986 – L'homme qui vole

Spagna
- 1974 – Aqui (versione spagnola di Anima)
- 1975 – El Alba (versione spagnola di L'alba)
- 1976 – Concierto para Margarita
- 1978 – Richard Cocciante y sus canciones (versione in spagnolo dell'omonimo album del 1978)
- 1979 – Yo canto
- 1982 – Canta En Español "Al Calor De Tus Ojos"
- 1983 – Sinceridad
- 1995 – Un hombre feliz

Stati Uniti
- 1976 – Richard Cocciante
- 1998 – A Gala Christmas In Vienna (DVD e CD)

Venezuela
- 1973 – Poesia
- 1978 – Richard Cocciante y sus canciones (versione in spagnolo dell'omonimo album del 1978)
- 1979 – Yo canto
- 1986 – Cuestión de feeling
- 1991 – Por un amigo más